# سورخاو (مهاباد)
قرية سورخاو (بالكردية: سوورخاو) هي إحدى القرى التابعة لـمنغور الشرقية في ريف قسم خليفان من مقاطعة مهاباد، في محافظة أذربیجان الغربیة الإيرانية.

## السكان
حسب إحصاءات سنة 2006، بلغ إجمالي السكان في سورخاو 222 نسمة وعدد المساكن 31 مسكن. لغة سكان سورخاو هي اللغة الكردية و هم من أهل السنة والجماعة والمذهب الشافعي.